# Powiat owrucki
Powiat owrucki – dawny powiat guberni wołyńskiej. Siedzibą powiatu był Owrucz koło Żytomierza.
Siedzibami gmin były miejscowości:

1. Bazar
2. Wieledniki
3. Chwośnia Wielka
4. Hładkowicze(inne języki)
5. Żubrowicze
6. Iskorość
7. Kisorycze
8. Krasnowłóki(inne języki)
9. Łuhiny
10. Narodycze
11. Worobie Nowe(inne języki)
12. Noryńsk
13. Olewsk
14. Pokalew
15. Sławeczno
16. Tatarnowicze(inne języki)
17. Chrystynówka(inne języki)
18. Jurowo